# Dürre-Index
Der Dürre-Index ist eine standardisierte Maßzahl für die Stärke und räumliche Ausdehnung von Dürre in klimatischen Regionen wie Europa. Der Index ist ein wichtiges Hilfsmittel, um Dürren zu erkennen, zu überwachen und zu bewerten.
Die Wasserverfügbarkeit in Form des Niederschlags ist die zentrale Größe bei der Beurteilung von Dürren, auf die sich die erste Generation der Dürre-Indices stützt. Sie werden als Meteorologische Dürre-Indizes bezeichnet. Ihre Berechnung basiert auf den aktuellen und historischen Niederschlagsdaten und ermitteln die Abweichung von einem Durchschnittswert.
Die Wasserspeicherkapazität des Bodens kann Niederschlagsdefizite ausgleichen, weshalb diese Größe zusätzlich in die Berechnungen der weiterentwickelten Hydrometeorologischen Dürre-Indices mit einfließt. Hierzu zählen hydrologische Parameter wie die Abflussmenge, Verdunstung, Bodenfeuchte und Schneemenge.
Es kommen unterschiedliche Indizes zur Anwendung, die den Grad der Dürre angeben.

## Dürre-Indizes SPI und GPCC-DI
Der „Standardized Precipitation Index“ (SPI) ist eine Maßzahl der Dürre, die auf Niederschlagsdaten basiert und damit nur den meteorologischen Einfluss erfasst. Der Index wurde vom Colorado Climate Center, USA entwickelt.
Eine weitere, die Dürre bestimmende Große ist die Bodenfeuchte und die damit verbundene Verdunstung. Die hydrologische Dürre kann länger andauern, weil der Boden nach Beendigung einer Periode mit wenig Regen trocken bleiben kann. Der Dürre-Index wurde dementsprechend um die Verdunstung erweitert und zu einem standardisierten Niederschlags-Verdampfungs-Index („Standardized Precipitation Evaporation Index“) verändert. Der neue Index hat die Bezeichnung „Global Precipitation Climatology Centre Dürre-Index“ – GPCC-DI und kommt für das europäische Dürremonitoring zur Anwendung.
Der Deutsche Wetterdienst – Regionale Klimaüberwachung veröffentlicht seit Januar 2016 halbmonatlich für Europa Karten über die Stärke und räumliche Ausdehnung von Dürre nach dem GPCC-DI.

## Dürremonitor Deutschland

Räumliche Entwicklung der Dürre von 2018 in Halbmonatsschritten

Der Dürremonitor Deutschland des Helmholtz Zentrums für Umweltforschung – UFZ liefert täglich Informationen zum Bodenfeuchtezustand. Auf den Karten wird der Dürrezustand des Gesamtbodens und des Oberbodens, der schneller auf kurzfristige Niederschlagsereignisse reagiert, sowie das pflanzenverfügbare Wasser im Boden angezeigt.
- Dürremonitor Gesamtboden, ca. 1,8 m
- Dürremonitor Oberboden, bis 25 cm
- Pflanzenverfügbares Wasser, bis 25 cm

Es werden Daten von etwa 2500 Wetterstationen des Deutschen Wetterdienstes verwendet und in die 4 km Raster der Deutschland-Karten übertragen.
Die Bodenfeuchte in Deutschland ist im Winter in der Regel höher als im Sommer. Dies hängt mit der sehr niedrigen Verdunstung im Winter und den höheren Niederschlagsintensitäten im Sommer zusammen. (Dieses ist dem Jahresverlauf der Bodenfeuchte von 2018 im nebenstehenden Bild zu entnehmen.)

## Palmer-Dürre-Index

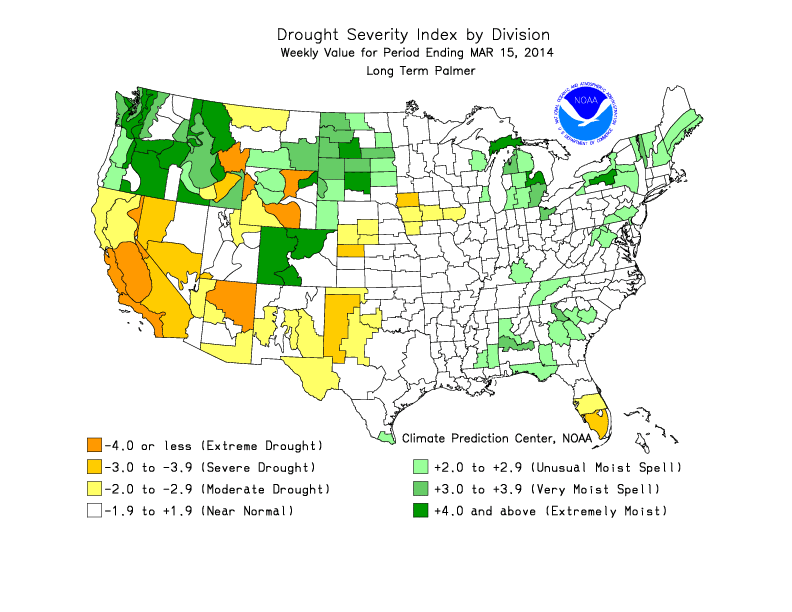
Palmer Drough Severity Index

Ein weiterer Hydrometeorologischer Dürre-Index ist der von Wayne C. Palmer 1965 in den USA entwickelte Palmer-Dürre-Index (Palmer Drought Index – PDSI), der neben den meteorologischen Parametern auch Elemente des Wasserkreislaufs berücksichtigt. Er ist in den Vereinigten Staaten der gebräuchlichste Dürre-Index.
Seit 2005 wird vom UCL Department Space and Climate Physics der Palmer-Dürre-Index auch monatlich für die gesamte Welt in Form des Globalen Dürre-Monitors („Global Drought Monitor“) veröffentlicht.